# Lapptjärnen (Arvidsjaurs socken, Lappland, 728990-162480)
Lapptjärnen är en sjö i Arvidsjaurs kommun i Lappland och ingår i Skellefteälvens huvudavrinningsområde. Sjön har en area på 0,0513 kvadratkilometer och ligger 481 meter över havet.

## Delavrinningsområde
Lapptjärnen ingår i det delavrinningsområde (729135-162485) som SMHI kallar för Ovan Ruttjebäcken. Medelhöjden är 494 meter över havet och ytan är 10,9 kvadratkilometer. Det finns inga avrinningsområden uppströms utan avrinningsområdet är högsta punkten. Vuolgamjaurbäcken som avvattnar avrinningsområdet har biflödesordning 2, vilket innebär att vattnet flödar genom totalt 2 vattendrag innan det når havet efter 235 kilometer. Avrinningsområdet består mestadels av skog (59 procent) och sankmarker (37 procent). Avrinningsområdet har 0,05 kvadratkilometer vattenytor vilket ger det en sjöprocent på 0,5 procent.